# Criza de la frontiera Belarus-Uniunea Europeană

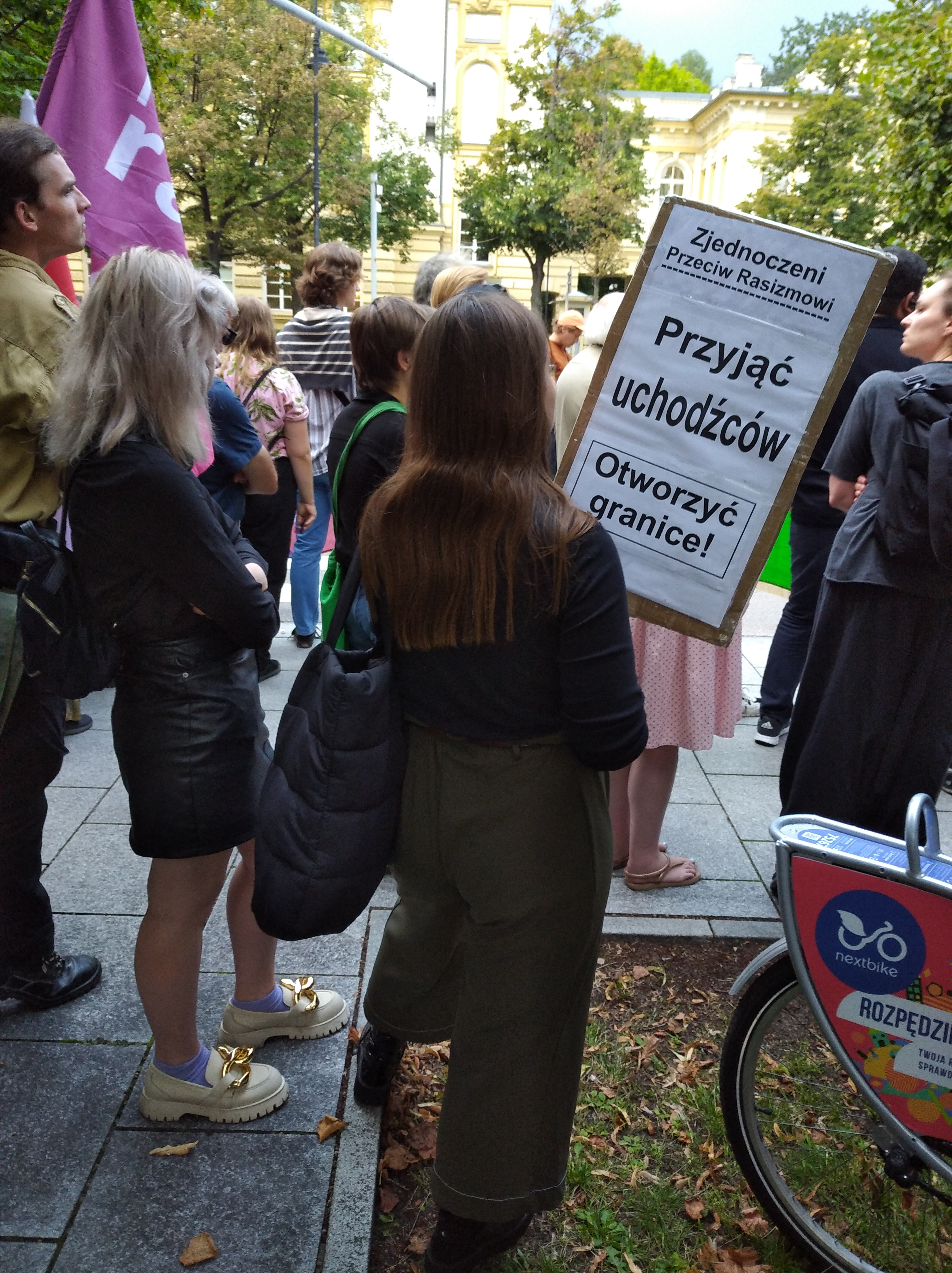
Acceptați refugiați, deschideți granițele "- demonstrație la Varșovia din 2021.

Criza de la frontiera Belarus-Uniunea Europeană din 2021 este o criză a migranților care constă într-un aflux de câteva zeci de mii de migranți, în principal din Irak și Africa, către Lituania, Letonia și Polonia, prin granițele acestor țări cu Belarus.
Criza a fost declanșată de deteriorarea severă a relațiilor dintre Belarus și Uniunea Europeană, ca urmare a alegerilor prezidențiale din Belarus din 2020, a protestelor din Belarus din 2020-2021, a incidentului zborului Ryanair 4978 și a tentativei de repatriere forțată a sportivei Kryscina Cimanoŭskaja⁠(d).
Autoritățile lituaniene (precum și cele letone, poloneze și alte autorități europene) acuză autoritățile belaruse că organizează fluxul de migranți ilegali, numind ceea ce se întâmplă o "agresiune hibridă" din partea sa. Guvernele Poloniei și Lituaniei văd în ceea ce se întâmplă "mâna Moscovei". Autoritățile din Belarus neagă implicarea lor în migrația ilegală, legând evenimentele de pandemia de COVID-19 și agravarea problemelor economice din țările în curs de dezvoltare.